# Cantonul Maubeuge-Nord
Cantonul Maubeuge-Nord este un canton din arondismentul Avesnes-sur-Helpe, departamentul Nord, regiunea Nord-Pas-de-Calais, Franța.

## Comune
- Assevent
- Bersillies
- Bettignies
- Élesmes
- Gognies-Chaussée
- Jeumont
- Mairieux
- Marpent
- Maubeuge (Mabuse) (parțial, reședință)
- Vieux-Reng
- Villers-Sire-Nicole